# سی‌جی‌اس ویگیلانت
سی‌جی‌اس ویگیلانت (به انگلیسی: CGS Vigilant) یک کشتی بود که طول آن ۱۷۵ فوت (۵۳ متر) بود. این کشتی در سال ۱۹۰۴ ساخته شد.